# Pro Evolution Soccer 2
Pro Evolution Soccer 2 (también conocido como World Soccer: Winning Eleven 6 y World Soccer: Winning Eleven 2002 en Japón y World Soccer: Winning Eleven 6 International en Norteamérica) es la segunda entrega de la serie de videojuegos de fútbol Pro Evolution Soccer de Konami. El lanzamiento japonés fue sucedido por una versión mejorada y actualizada llamada World Soccer: Winning Eleven 6 Final Evolution.
Fue el último juego de la serie que se lanzó en Europa para PlayStation y el primero en ser lanzado para GameCube, aunque fue la actualización Final Evolution exclusiva de Japón.
Pro Evolution Soccer 2 fue sucedido por Pro Evolution Soccer 3, que fue lanzado en 2003.

## Contenido del juego
Pro Evolution Soccer 2 presenta seis modos de juego, que incluyen partidos individuales, entrenamiento, varios torneos de copa y una Liga Master, en la que el jugador puede seleccionar un equipo para competir en varias competiciones y participar en el mercado de transferencias. Un total de 40 equipos de clubes sin licencia y 56 equipos internacionales sin licencia (excepto Japón, que es el único equipo con licencia completa en el juego) están disponibles.
Peter Brackley y Trevor Brooking convocan los partidos en la versión en inglés del juego reemplazando a los comentaristas de Pro Evolution Soccer , Christopher Kent es Chris James y Terry Butcher. Los comentaristas en la versión japonesa son Jon Kabira y Tetsuo Nakanishi.
El tema de apertura del juego fue "We Will Rock You" de Queen. Este tema de apertura también apareció en Pro Evolution Soccer 2016.

## Selecciones nacionales
Para esta edición debutan las selecciones de Eslovaquia, Senegal, Costa Rica y Ecuador

### Europa(30)
| - Alemania - Austria - Bélgica - Bulgaria - Croacia - Dinamarca - Escocia - Eslovaquia - Eslovenia - España - Finlandia - Francia - Gales - Grecia - Hungría | - Inglaterra - Irlanda - Italia - Noruega - Países Bajos - Polonia - Portugal - República Checa - Rumania - Rusia - Yugoslavia - Suecia - Suiza - Turquía - Ucrania |

### África(7)
| - Camerún - Egipto - Marruecos - Nigeria | - Túnez - Senegal (nueva) - Sudáfrica |

### América delNortey delSur(12)
| - Argentina - Brasil - Chile - Colombia - Costa Rica (nueva) - Ecuador (nueva) | - Estados Unidos - Jamaica - México - Paraguay - Perú - Uruguay |

### AsiayOceanía(6)
| - Arabia Saudita - Australia - China | - Corea del Sur - Irán - Japón |

### Estrella (2)
| - Europa | - Mundial |

## Equipos
Hay 40 equipos en el juego, todos sin licencia y algunos sin los nombres reales de los jugadores.
- Celtic FC - Celt (nuevo)
- Rangers FC - Connacht (nuevo)
- Arsenal FC - London
- Aston Villa FC - Dublin (nuevo)
- Chelsea FC - Liguria
- Leeds United FC - Yorkshire
- Liverpool FC - Europort
- Manchester United FC - Aragón
- Newcastle United FC - Highlands
- West Ham United FC - Lake District
- FC Barcelona - Cataluña
- Real Madrid - Navarra
- Valencia CF - Andalucía
- RC Deportivo de La Coruña - Galicia
- AS Monaco - Provence
- FC Girondins Bordeaux - Medoc
- Paris Saint-Germain - Normandie
- Olympique Marseille - Languedoc
- Ajax - Rijnkanaal
- Feyenoord - Noordzeekanaal
- PSV Eindhoven - Flandre
- AC Fiorentina - Toscana
- FC Internazionale - Marche
- Juventus FC - Piemonte
- SS Lazio - Umbria
- AC Milan - Lombardia
- Parma FC - Emilia
- AS Roma - Abruzzi
- FC Bayern München - Anhalt
- Borussia Dortmund - Westfalen
- Bayer 04 Leverkusen - Ruhr
- Hamburg SV - Rheinland (nuevo)
- Olympiakos FC - Peloponnisos (nuevo)
- Spartak Moscow - Valdai (nuevo)
- Galatasaray SK - Byzantinobul (nuevo)
- FC Dynamo Kyiv - Marmara (nuevo)
- CA Boca Juniors - Patagonia
- CA River Plate - Pampas
- SE Palmeiras - Mato Grosso
- CR Vasco da Gama - Selvas

## Recepción
La versión de PlayStation 2 recibió "reconocimiento universal" en ambas regiones según el agregador de reseñas de videojuegos Metacritic. En Japón, Famitsu otorgó a las versiones original y Final Evolution una puntuación de 36 de 40, ya la versión de J.League 34 de 40, todas para la misma versión de consola.
En sus primeros 40 días de disponibilidad, Pro Evolution Soccer 2 vendió más de 1 millón de unidades en Europa. La versión PlayStation 2 de Pro Evolution Soccer 2 recibió un premio de ventas "Platino" de la Entertainment and Leisure Software Publishers Association (ELSPA), lo que indica ventas de al menos 300.000 copias en el Reino Unido.
El sitio web Ranker clasificó a Pro Evolution Soccer 2 como el mejor juego de fútbol de PlayStation 2.